# ويليام ميلر والاس
ويليام ميلر والاس (بالإنجليزية: William Miller Wallace)‏ هو عسكري أمريكي، ولد في 9 يناير 1844، وتوفي في 24 نوفمبر 1924.